# Chruściki Ukrainy
Chruściki Ukrainy – pierwszy spis chruścików Ukrainy ukazał się w 2006 roku na łamach Trichopterona. Do tej pory udokumentowano występowanie 234 gatunków chruścików na obszarze Ukrainy. Ze względu na stosunkowo słaby stopień poznania, rzeczywista liczba gatunków żyjących na terenie Ukrainy wahać się może w granicach 280-300 gatunków.

## Historia badań
Ukraina nie doczekała się jeszcze opracowania spisu gatunków Trichoptera. W wieku XIX, gdy rozwijały się badania entomologiczne w Europie, obecna Ukraina stanowiła fragment Austro-Węgier (część Galicji) oraz fragment Rosji. Badania trichopterologiczne na progu XIX i XX prowadził Józef Dziędzielewicz na obszarze tak zwanej Galicji (część tego obszaru to współczesna Ukraina). Po powstaniu w 1918 roku niepodległej Polski obszary zachodniej Ukrainy znalazły się w granicach Rzeczypospolitej – na tym obszarze kontynuował swoje badania Dziędzielewicz. Fragment obecnej Ukrainy znajdował się na terytorium Rumunii (Bukowina). Po roku 1945 ustaliły się granice współczesnej Ukrainy najpierw jako Ukraińskiej Republiki Radzieckiej w ramach ZSRR, od 1991 roku jako niepodległego państwa. Złożona historia najnowsza jak i brak specjalistów przyczyniły się do luki w inwentaryzacji gatunków chruścików tego dużego europejskiego kraju.
Ogromne znaczenie dla poznania fauny chruścików Ukrainy ma kolekcja zebrana przez Józefa Dziędzielewicza na przełomie wieku XIX i XX. Jest to największa i najstarsza kolekcja Trichoptera z terenów obecnej Ukrainy. Prawdopodobnie jest to jedyny zbiór, gdyż niektórzy inni badacze w późniejszym czasie nie zabezpieczyli swoich zbiorów. Dopiero w ostatnich latach XX wieku i na początku XXI w. powstawać zaczęły nowe kolekcje. Nawet stosunkowo nowe prace opisujące nowe gatunki lub dokonujące rewizji (np. Szczęsny 1980) bazują na zbiorach Dziędzielewicza.
Kolekcja Dziędzielewicza współcześnie nie zachowała się w całości w jednym miejscu. Została ona podzielona na kilka części. Jeszcze za jego życia, w 1915 roku, gdy wyjechał ze Lwowa do Myślenic, zabrał ze sobą ok. 1500 okazów. Potem ta część była przekazana do Muzeum Akademii Umiejętności w Krakowie, a następnie do Muzeum Polskiej Akademii Nauk Instytutu Systematyki i Ewolucji Zwierząt. Druga część obecnie znajduje się we Lwowie (ok. 1600 okazów). W 1933 Racięcka z Uniwersytetu Wileńskiego opublikowała pracę z oznaczeniami ok. 600 okazów chruścików zebranych przez Dziędzielewicza, ale nie oznaczonych przez niego (duża część materiałów była z Myślenic, z ostatnich lat życia autora, które zbierał w 1915 r. i przekazywał do Lwowa). Racięcka otrzymała te materiały od dr J. Kinela, sekretarza naukowego Muzeum im. Dzieduszyckich we Lwowie,  celem oznaczenia. W taki sposób część kolekcji trafiła do Wilna. Do Lwowa zbiory te prawdopodobnie już nie wróciły, zaś ich dalszy los na razie nie jest znany. Być może znajdują się obecnie w Wilnie.
Kolejny fragment kolekcji w liczbie około kilkudziesięciu okazów znajduje się w Muzeum Narodowym w Pradze. Trafiły one tam w trakcie wymiany pomiędzy Dziędzielewiczem i Klapalekiem. Po kilka okazów znajduje się w Edynburgu (Morton collection) i w kolekcji Ulmera (Hamburg).
Tak więc najważniejsza obecnie kolekcja Trichoptera zebrana głównie przez Dziędzielewicza znajduje się w kilku krajach: Ukrainie, Polsce, Czechach, Wielkiej Brytanii, Niemczech i prawdopodobnie na Litwie.
Badania nad chruścikami w wieku XX w ramach ZSRR i Ukrainy dotyczyły w zdecydowanej większości prac ogólnohydrobiologicznych. Nieliczne tylko prace dotyczą Krymu.

## Lista gatunków (taksonów)

### Rhyacophilidae
- Rhyacophila Pictet, 1834
  - Rhyacophila aurata Brauer, 1857
  - Rhyacophila fasciata Hagen, 1859
  - Rhyacophila flava Klapálek, 1898
  - Rhyacophila hirticornis McLachlan, 1879
  - Rhyacophila intermedia McLachlan, 1868
  - Rhyacophila laevis slovenica Sykora, 1963
  - Rhyacophila mocsaryi Klapálek, 1898
  - Rhyacophila nubila (Zetterstedt, 1840)
  - Rhyacophila obliterata McLachlan, 1865
  - Rhyacophila philopotamoides orientalis Schmid, 1970
  - Rhyacophila polonica McLachlan, 1879
  - Rhyacophila torrentium Pictet, 1834
  - Rhyacophila tristis Pictet, 1834
  - Rhyacophila vulgaris Pictet, 1834

### Glossosomatidae
- Glossosoma Curtis, 1834
  - Glossosoma boltoni Curtis, 1834
  - Glossosoma conformis Neboiss, 1963
  - Glossosoma intermedium (Klapálek, 1892)
  - Synagapetus McLachlan, 1879
  - Synagapetus armatus (McLachlan, 1879)
  - Synagapetus iridipennis McLachlan, 1879
- Agapetus Curtis, 1834
  - Agapetus ajpetriensis Martynov, 1917
  - Agapetus delicatulus McLachlan, 1884
  - Agapetus fuscipes Curtis, 1834
  - Agapetus laniger (Pictet, 1834)
  - Agapetus ochripes Curtis, 1834
  - Agapetus rectigonopoda Botosaneanu, 1957

### Hydroptilidae
- Orthotrichia Eaton, 1873
  - Orthotrichia angustella (McLachlan, 1865)
  - Orthotrichia costalis (Curtis, 1834)
- Oxyethira Eaton, 1873
  - Oxyethira ecornuta Morton, 1893
  - Oxyethira falcata Morton, 1893
  - Oxyethira flavicornis(Pictet, 1834)
- Hydroptila Dalman, 1819
  - Hydroptila aegipta Ulmer, 1963
  - Hydroptila angulata Mosely, 1922
  - Hydroptila cornuta Mosely, 1922
  - Hydroptila emarginata Martynov, 1927
  - Hydroptila forcipata Eaton, 1873
  - Hydroptila kimminsi Mosely, 1930
  - Hydroptila occulta (Hare, 1910)
  - Hydroptila pulchricornis Pictet, 1834
  - Hydroptila sparsa Curtis, 1834
  - Hydroptila taurica Martynov, 1934
  - Hydroptila tineoides Dalman, 1819
  - Hydroptila vectis Curtis, 1834
- Agraylea Curtis, 1834
  - Agraylea multipunctata Curtis, 1834
  - Agraylea sexmaculata Curtis, 1834

### Philopotamidae
- Philopotamus Stephens, 1829
  - Philopotamus ludificatus McLachlan, 1878
  - Philopotamus montanus (Donovan, 1813)
  - Philopotamus variegatus (Scopoli, 1763)
- Wormaldia McLachlan, 1865
  - Wormaldia copiosa (McLachlan, 1868)
  - Wormaldia occipitalis (Pictet, 1834)
  - Wormaldia pulla (McLachlan, 1878)
  - Wormaldia subnigra McLachlan, 1865
  - Wormaldia triangulifera McLachlan, 1878

### Hydropsychidae
- Hydropsyche Pictet, 1834
  - Hydropsyche acuta Martynov, 1909
  - Hydropsyche angustipennis (Curtis, 1834)
  - Hydropsyche bulbifera McLachlan, 1878 (=Hydropsyche subguttata Martynov, 1927)
  - Hydropsyche bulgaromanorum Malicky, 1977
  - Hydropsyche contubernalis McLachlan, 1865
  - Hydropsyche exocellata Dufour, 1841
  - Hydropsyche fulvipes (Curtis, 1834)
  - Hydropsyche guttata Pictet, 1834
  - Hydropsyche instabilis (Curtis, 1834)
  - Hydropsyche modesta Navás, 1925
  - Hydropsyche ornatula McLachlan, 1878
  - Hydropsyche pellucidula (Curtis, 1834)
  - Hydropsyche saxonica McLachlan, 1884
  - Hydropsyche silfvenii (Ulmer, 1906)
- Cheumatopsyche Wallengren, 1891
  - Cheumatopsyche lepida (Pictet, 1834)

### Polycentropodidae
- Neureclipsis McLachlan, 1864
  - Neureclipsis bimaculata (Linnaeus, 1761)
- Plectrocnemia Stephens, 1836
  - Plectrocnemia brevis McLachlan, 1871
  - Plectrocnemia conspersa (Curtis, 1834)
  - Plectrocnemia intermedia Martynov, 1917
- Polycentropus Curtis, 1835
  - Polycentropus flavomaculatus (Pictet, 1834)
  - Polycentropus irroratus Curtis, 1835
- Holocentropus McLachlan, 1878
  - Holocentropus dubius (Rambur, 1842)
  - Holocentropus picicornis (Stephens, 1836)
- Cyrnus Stephens, 1836
  - Cyrnus crenaticornis (Kolenati, 1859)
  - Cyrnus flavidus McLachlan, 1864
  - Cyrnus trimaculatus (Curtis, 1834)

### Psychomyiidae
- Psychomyia Latreille, 1829
  - Psychomyia pusilla (Fabricius, 1781)
- Lype McLachlan, 1878
  - Lype phaeopa (Stephens, 1836)
  - Lype reducta (Hagen, 1868)
- Tinodes Curtis, 1834
  - Tinodes pallidulus McLachlan, 1878
  - Tinodes rostocki McLachlan, 1878
  - Tinodes valvatus Martynov, 1913
  - Tinodes waeneri (Linnaeus, 1758)

### Ecnomidae
- Ecnomus McLachlan, 1864
  - Ecnomus tenellus (Rambur, 1842)

### Phryganeidae
- Trichostegia Kolenati, 1848
  - Trichostegia minor (Curtis, 1834)
- Agrypnia Curtis, 1835
  - Agrypnia obsoleta (Hagen, 1858)
  - Agrypnia pagetana Curtis, 1835
  - Agrypnia varia (Fabricius, 1793)
- Phryganea Linnaeus, 1758
  - Phryganea bipunctata Retzius, 1783
  - Phryganea grandis Linnaeus, 1758
- Oligotricha Rambur, 1842
  - Oligotricha striata (Linnaeus, 1758)
- Hagenella Martynov, 1924
  - Hagenella clathrata (Kolenati, 1848)
- Oligostomis Kolenati, 1848
  - Oligostomis reticulata (Linnaeus, 1767)

### Brachycentridae
- Brachycentrus Curtis, 1834
  - Brachycentrus maculatus (Fourcroy, 1785) [= Oligoplectrum maculatum (Fourcroy, 1785]
  - Brachycentrus montanus Klapálek, 1892 (= Brachycentrus carpathicus Dziędzielewicz, 1895)
  - Brachycentrus subnubilus Curtis, 1834
- Micrasema McLachlan, 1876
  - Micrasema nigrum (Brauer, 1857)
  - Micrasema setiferum (Pictet, 1834)

### Limnephilidae
- - Ironoquia Banks, 1916
  - Ironoquia dubia (Stephens, 1837)
- Apatania Kolenati, 1848
  - Apatania carpathica Schmid, 1954
  - Apatania fimbriata (Pictet, 1834)
  - Apatania irinae Grigorenko, 1991
  - Apatania meridiana McLachlan, 1880
  - Apatania wallengreni McLachlan, 1871
- Drusus Stephens, 1837
  - Drusus annulatus (Stephens, 1837)
  - Drusus brunneus Klapálek, 1898
  - Drusus carpathicus Dziędzielewicz, 1911
  - Drusus discolor (Rambur, 1842)
  - Drusus nigrescens Meyer-Duer, 1875
  - Drusus trifidus McLachlan, 1868
- Ecclisopteryx Kolenati, 1848
  - Ecclisopteryx guttulata dalecarlica Kolenati, 1848
  - Ecclisopteryx madida (McLachlan, 1867)
- Limnephilus Leach, 1815
  - Limnephilus affinis Curtis, 1834
  - Limnephilus auricula Curtis, 1834
  - Limnephilus binotatus Curtis, 1834
  - Limnephilus bipunctatus Curtis, 1834
  - Limnephilus borealis (Zetterstedt, 1840)
  - Limnephilus coenosus Curtis, 1834
  - Limnephilus decipiens (Kolenati, 1848)
  - Limnephilus dispar McLachlan, 1875
  - Limnephilus extricatus McLachlan, 1865
  - Limnephilus flavicornis (Fabricius, 1787)
  - Limnephilus fuscicornis (Rambur, 1842)
  - Limnephilus fuscinervis (Zetterstedt, 1840)
  - Limnephilus griseus (Linnaeus, 1758)
  - Limnephilus hirsutus (Pictet, 1834)
  - Limnephilus ignavus McLachlan, 1865
  - Limnephilus incisus Curtis, 1834 (= Pseudostenophylax incisus, = Colpotaulius incisus)
  - Limnephilus lunatus Curtis, 1834
  - Limnephilus marmoratus Curtis, 1834
  - Limnephilus nigriceps (Zetterstedt, 1840)
  - Limnephilus politus McLachlan, 1865
  - Limnephilus rhombicus (Linnaeus, 1758)
  - Limnephilus sericeus (Say, 1824)
  - Limnephilus sparsus Curtis, 1834
  - Limnephilus stigma Curtis, 1834
  - Limnephilus subcentralis Brauer, 1857
  - Limnephilus vittatus (Fabricius, 1798)
- Grammotaulius Kolenati, 1848
  - Grammotaulius nigropunctatus (Retzius, 1783)
  - Grammotaulius nitidus (Müller, 1764)
- Glyphotaelius Stephens, 1833
  - Glyphotaelius pellucidus (Retzius, 1783)
  - Nemotaulius Banks, 1906
  - Nemotaulius punctatolineatus (Retzius, 1783)
- Anabolia Stephens, 1837
  - Anabolia brevipennis (Curtis, 1834)
  - Anabolia concentrica (Zetterstedt, 1840)
  - Anabolia furcata Brauer, 1857
  - Anabolia laevis (Zetterstedt, 1840)
  - Anabolia nervosa (Curtis, 1834)
- Rhadicoleptus Wallengren, 1891
  - Rhadicoleptus alpestris sylvanocarpaticus Botosaneanu & Riedel, 1965
- Potamophylax Wallengren, 1891
  - Potamophylax carpathicus (Dziędzielewicz, 1912)
  - Potamophylax cingulatus (Stephens, 1837)
  - Potamophylax latipennis (Curtis, 1834)
  - Potamophylax luctuosus (Piller & Mitterpacher, 1783)
  - Potamophylax millenii (Klapálek, 1899)
  - Potamophylax nigricornis (Pictet, 1834)
  - Potamophylax rotundipennis (Brauer, 1857)
- Acrophylax Brauer, 1867
  - Acrophylax vernalis Dziędzielewicz, 1912
  - Acrophylax zerberus Brauer, 1867
- Chionophylax Schmid, 1951
  - Chionophylax czarnohoricus (Dziędzielewicz, 1911)
- Halesus Stephens, 1836
  - Halesus digitatus (Schrank, 1781)
  - Halesus radiatus (Curtis, 1834)
  - Halesus tesselatus (Rambur, 1842)
- Mylampophylax Schmid, 1955
  - Mylampophylax mucoreus (Hagen, 1861)
  - Melampophylax nepos triangulifera Botosaneanu, 1957
- Isogamus Schmid, 1955
  - Isogamus aequalis (Klapálek, 1907)
  - Isogamus czarnohorensis (Dziędzielewicz, 1912)
- Parachiona Thomson, 1891
  - Parachiona picicornis (Pictet, 1834)
- Stenophylax Kolenati, 1848
  - Stenophylax lateralis (Stephens, 1837) (=Micropterna lateralis)
  - Stenophylax nycterobius (McLachlan, 1875)(=Micropterna nycterobia)
  - Stenophylax permistus McLachlan, 1895
  - Stenophylax sequax (McLachlan, 1875) (=Micropterna sequax)
  - Stenophylax tauricus (Martynov, 1917) (=Micropterna taurica)
  - Stenophylax testaceus (Gmelin, 1789) (=Micropterna testacea)
  - Stenophylax vibex (Curtis, 1834)
- Allogamus Schmid, 1955
  - Allogamus auricollis (Pictet, 1834)
  - Allogamus mendax (McLachlan, 1876)
  - Allogamus uncatus (Brauer, 1857)
- Hydatophylax Wallengren, 1891
  - Hydatophylax infumatus (McLachlan, 1865)
- Chaetopteryx Stephens, 1829
  - Chaetopteryx major McLachlan, 1876
  - Chaetopteryx polonica Dziędzielewicz, 1889
  - Chaetopteryx sahlbergi McLachlan, 1876
  - Chaetopteryx subradiata Klapálek, 1907
  - Chaetopteryx villosa (Fabricius, 1798)
- Psilopteryx Stein, 1874
  - Psilopteryx psorosa carpathica Schmid, 1952
- Annitella Klapálek, 1907
  - Annitella chomiacensis (Dziędzielewicz, 1908) (= Annitella dziedzielewiczi Schmid, 1952, = Annitella kosciuszkii Klapálek, 1907)
  - Annitella obscurata (McLachlan, 1876)

### Goeridae
- Goera Stephens, 1829
  - Goera pilosa (Fabricius, 1775)
- Lithax Stephens, 1829
  - Lithax niger Hagen, 1859
  - Lithax obscurus (Hagen, 1859)
- Silo Curtis, 1830
  - Silo alupkensis Martynov, 1917
  - Silo graellsii varipilosus Botosaneanu, 1953
  - Silo nigricornis (Pictet, 1834)
  - Silo pallipes (Fabricius, 1781)
  - Silo piceus (Brauer, 1857)

### Lepidostomatidae
- Crunoecia McLachlan, 1876
  - Crunoecia irrorata (Curtis, 1834)
- Lasiocephala Costa, 1857
  - Lasiocephala basalis (Kolenati, 1848)
- Lepidostoma Rambur, 1842
  - Lepidostoma hirtum (Fabricius, 1775)

### Leptoceridae
- Athripsodes Billberg, 1820
  - Athripsodes albifrons (Linnaeus, 1758)
  - Athripsodes aterrimus (Stephens, 1836)
  - Athripsodes bilineatus (Linnaeus, 1758)
  - Athripsodes cinereus (Curtis, 1834)
  - Athripsodes commutatus (Rostock, 1874)
- Ceraclea Stephens, 1829
  - Ceraclea albimacula (Rambur, 1842)
  - Ceraclea aurea (Pictet, 1834)
  - Ceraclea fulva (Rambur, 1842)
  - Ceraclea nigronervosa (Retzius, 1783)
  - Ceraclea ramburi Morse, 1975
  - Ceraclea senilis (Burmeister, 1839)
- Mystacides Berthold, 1827
  - Mystacides azureus (Linnaeus, 1761) (= Mystacides azurea)
  - Mystacides longicornis (Linnaeus, 1758)
- Triaenodes McLachlan, 1865
  - Triaenodes bicolor (Curtis, 1834)
- Ylodes Milne, 1934
  - Ylodes conspersus (Rambur, 1842)
  - Ylodes reuteri (McLachlan, 1880)
  - Ylodes simulans (Tjeder, 1929)
- Oecetis McLachlan, 1877
  - Oecetis furva (Rambur, 1842)
  - Oecetis intima McLachlan, 1877
  - Oecetis lacustris (Pictet, 1834)
  - Oecetis notata (Rambur, 1842)
  - Oecetis ochracea (Curtis, 1825)
  - Oecetis struckii Klapalek, 1903
- Setodes Rambur, 1842
  - Setodes punctatus (Fabricius, 1793)
- Leptocerus Leach, 1815
  - Leptocerus tineiformis Curtis, 1834

### Sericostomatidae
- Notidobia Stephens, 1829
  - Notidobia ciliaris (Linnaeus, 1761)
  - Sericostoma Latreille, 1825
  - Sericostoma flavicorne Schneider, 1845
  - Sericostoma pedemontanum McLachlan, 1876
  - Sericostoma timidum Hagen, 1864

### Beraeidae
- Beraea Stephens, 1833
  - Beraea pullata (Curtis, 1834)
- Beraeodes Eaton, 1867
  - Beraeodes minutus (Linnaeus, 1761)
- Ernodes Wallengren, 1891
  - Ernodes articularis (Pictet, 1834)
  - Ernodes vicinus (McLachlan, 1879)

### Odontoceridae
- Odontocerum Leach, 1815
  - Odontocerum albicorne (Scopoli, 1763)

### Molannidae
- Molana Curtis, 1834
  - Molana angustata Curtis, 1834
- Molannodes McLachlan, 1866
  - Molannodes tinctus (Zetterstedt, 1840)